# Kalap (mikológia)
Kalapnak nevezik (latinul: pileus) a mikológiában a bazídiumos gombák egyes csoportjainak termőtestén található morfológiai képződményt. A kalaposgombák (Agaricales) rendjének legtöbb családjában, a tinórugomba-alkatúak (Boletales) és a taplóalakúak (Polyporales) rendjében, illetve a galambgombaféléknél (Russulaceae) igen elterjedt formai jegy. A kalap mellett általában tönkre is elkülönül a termőtest.
A himénium különböző szerkezetű trámán helyezkedik el a kalap alján, de leggyakoribb a lemezes kalap. Gyakran található burokmaradvány (velum universale) a kalap felszínén letörölhető pettyek formájában. Néha a kalap szélét és a tönköt részleges burok (velum partiale) is összeköti, ami a kalapperemen lelógó fátyolként maradhat meg.

## A kalap fő határozóbélyegei

### Alak
Az egyes gombanemzetségek és -fajok fontos jellemzője a kalap általános alakja, de a forma a gomba korától függően is jelentősen változhat. A fiatalon domború kalap az idő előrehaladtával ellaposodhat, széle felgöndörödhet. A kalap mérete szerint elkülönítünk kis (5 cm-nél kisebb átmérő), közepes (6‑12 cm) és nagy termetű (12 cm-nél nagyobb) gombákat:
A leggyakoribb kalapformák:
| tojásdad  | harang alakú | kúpos     | domború | lapos       |
| benyomott | köldökös     | tölcséres | púpos   | excentrikus |

### Kalapbőr

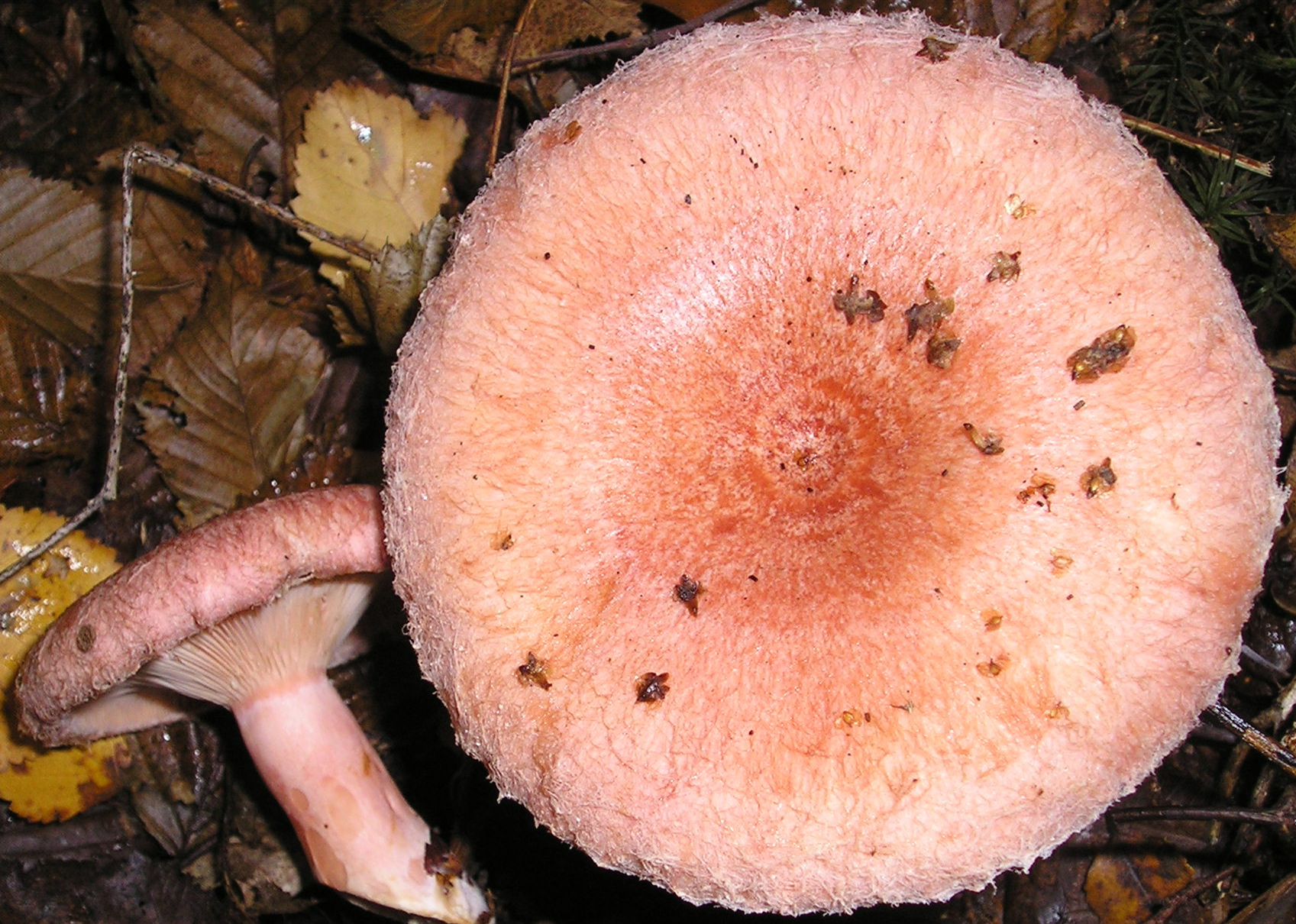
A nyírfa-szőrgomba kalapja

A kalapnak a fajra, nemzetségre jellemző tapintása van. Lehet:
- nyálkás: csigagombák (Hygrophorus)
- nemezes: molyhos tinóru (Xerocomus subtomentosus)
- selymes: döggombák (Entoloma)
- pelyhes: szemcsés-őzlábgombák (Cystoderma)
- pikkelyes: nagy őzlábgomba (Macrolepiota procera)
- szőrös: nyírfa-szőrgomba (Lactarius torminosus)
- benőtten szálas: csengettyűgombák (Pluteus)

A kalap felszínén kialakuló ránőtt foltok, pikkelyek, tüskék a kalapbőr részei, szerkezetüket annak speciális sejtjei, a pilocisztidiumok alkotják. Kivételt jelentenek ez alól az általános burok maradványaként látható letörölhető pettyek (galócák).

### A kalap széle
Fontos határozóbélyeg a kalap peremének jellege is. Egyes fajoknak ráncos a kalapszéle (selyemgombák, kígyógombák), de lehet behasadozó (susulykák) vagy fátyolos is (pókhálósgombák). A gombát kettévágva válik láthatóvá a kalap keresztmetszete, amely a következő típusokra osztható:
|  | begöngyölt: tejpereszke (Leucopaxillus lepistoides), begöngyöltszélű cölöpgomba (Paxillus involutus) |
|  | lekerekített: mezei szegfűgomba (Marasmius oreades), ízletes vargánya (Boletus edulis)               |
|  | megnyúlt: késői laskagomba (Pleurotus ostreatus)                                                     |
|  | visszahajló: téglavörös susulyka (Inocybe patouillardi)                                              |

### Szín

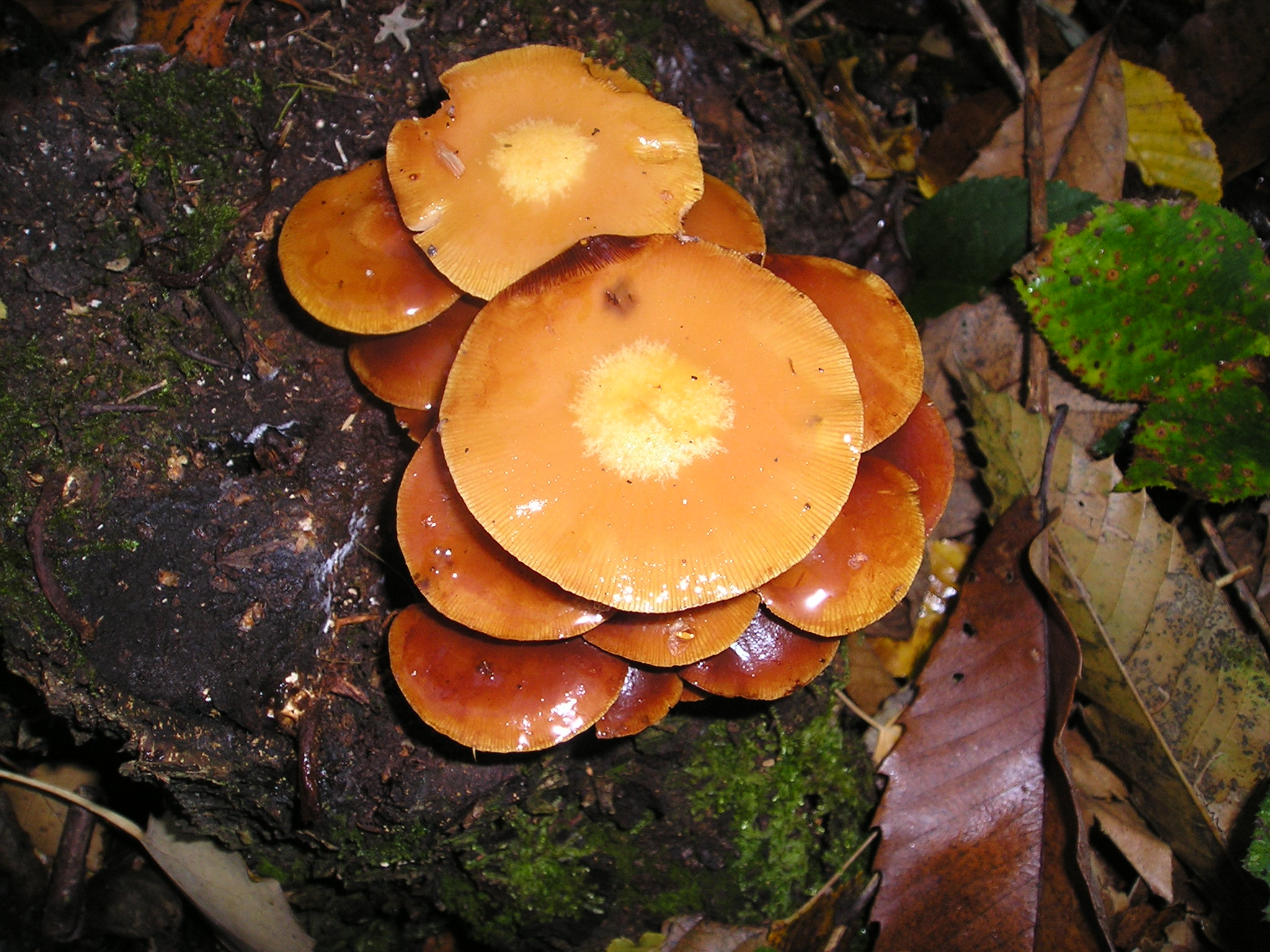
Az ízletes tőkegomba higrofán kalapja

A nagygombák színe rendkívül változatos, gyakorlatilag a teljes színskálát felöleli. A fehértől a feketéig, a pirostól a sárgáig, zöldig minden árnyalat előfordul. Az egyes fajokon belül is jelentősek lehetnek az eltérések: az alapvetően zöld kalapú dióízű galambgombának (Russula heterophylla) például ismert sárgás, szürkés, sőt piros is lehet. Néhány színanyag a napsütéstől vagy az esőtől kifakulhat, kioldódhat; jól megfigyelhető ez a jelenség, ha a kalap felét egy levél eltakarja, mert alatta sötétebb a szín. Sok gombafajnak jellegzetesen változik a színe a nedves vagy száraz időjárásnak megfelelően. Gyakori, hogy a nedves termőtest koncentrikus gyűrűkben eltérő színt mutat (higrofán).
Nagyon fontos bélyeg, ha a kalap színe (a kalapbőr vagy a hús) sérülésre, vágásra változik, kékül, sárgul vagy pirul (például változékony tinóru, sárguló csiperkefajok, piruló galóca). Bizonyos gombanemzetségeknél (tejelőgombák, kígyógombák) lényeges a gomba tejnedvének vizsgálata is, mivel ennek színe is változhat.